# Daisuke Saitō
Daisuke Saitō (斎藤 大輔 Saitō Daisuke?, nacido el 19 de noviembre de 1974 en Aichi) es un exfutbolista japonés. Jugaba de defensa y su último club fue el JEF United Chiba de Japón.

## Trayectoria

### Clubes
| Club             | País  | Año         |
| ---------------- | ----- | ----------- |
| Gamba Osaka      | Japón | 1997 - 1999 |
| Cerezo Osaka     | Japón | 2000 - 2002 |
| JEF United Chiba | Japón | 2002 - 2009 |

## Palmarés

### Títulos nacionales
| Título         | Club             | País  | Año  |
| -------------- | ---------------- | ----- | ---- |
| Copa J. League | JEF United Chiba | Japón | 2005 |
| Copa J. League | JEF United Chiba | Japón | 2006 |